# Mezinárodní den žen a dívek ve vědě
Mezinárodní den žen a dívek ve vědě (ve zkratce MDŽD ve vědě) připadá na 11. února. Valné shromáždění Organizace spojených národů jej vyhlásilo v prosinci 2015. Svátek má připomenout zásadní úlohu žen ve vědeckém světě a podpořit jejich zapojení do výzkumné činnosti.

## Kontext
Organizace spojených národů podporuje genderovou rovnost, která je i jedním z Cílů udržitelného rozvoje, a v rámci ní i rovný přístup žen a dívek ke vzdělání, vědě a technologiím. Zastoupení žen ve vědě je dlouhodobě a celosvětově nízké. Podle statistik UNESCO je mezi výzkumníky v celosvětovém průměru zhruba třetina žen. Kariéry výzkumnic jsou v porovnání s mužskými kolegy spíše kratší a hůře placené, méně publikují v prestižních časopisech, jsou méně často zvané do panelů na konferencích, dostávají menší granty a jsou málo zastoupené v národních akademiích věd.

Generální tajemník OSN António Guterres k MDŽD ve vědě v roce 2021 uvedl: 
„Nerovnost postavení mužů a žen ve vědě se odráží v počtu publikací, v oceňování a zejména v oblasti financování. Ženy a dívky patří do vědy! Stereotypy ale odvádí ženy z vědeckých oborů. Je čas uznat, že více diverzity znamená více inovací. Pokud nebude víc žen v oborech přírodních a technických věd, bude svět i nadále utvářen muži a pro muže a potenciál žen zůstane nevyužitý. Musíme proto zajistit, aby dívky měly možnost studovat obory, v nichž vidí své budoucí uplatnění: například programování, strojařství, cloudové technologie, robotika nebo zdravotnictví.“
Podle údajů NKC – gender a věda bylo v roce 2017 mezi lidmi pracujícími ve výzkumu a vývoji v ČR jen zhruba 30 % žen a jejich zastoupení klesalo. Nejnižší bylo zastoupení žen v technických (13,2 %) a přírodních (25,1 %) vědách. Nízký byl také podíl žen ve vedoucích a rozhodovacích pozicích ve vědeckých a výzkumných institucích. Úřad vlády ve své Analýze stavu výzkumu, vývoje a inovací v České republice a jejich srovnání se zahraničím konstatoval, že v roce 2019 trvala genderová nevyváženost ve všech sektorech výzkumu a že se ČR se zastoupením žen ve vědě pohybovala na posledních příčkách při srovnání s ostatními zeměmi EU.

## Aktivity v Česku u příležitosti MDŽD ve vědě
Národní kontaktní centrum – gender a věda Sociologického ústavu Akademie věd České republiky pořádá každoročně v únoru pod záštitou Informačního centra OSN v Praze kampaň se zaměřením na určité téma:
- 2016: anketa mezi známými osobnostmi z vědy, proč je tento svátek potřebný,
- 2017: moje oblíbená vědkyně,
- 2018: kampaň Inovace pro ženy,
- 2019: vědkyně, které v předchozím roce přispěly k rozvoji české i světové vědy,
- 2020: představení úspěšných mladých vědkyň (#HolkyVeVede),[8]
- 2021: kampaň Úspěchy vědkyň v roce 2020 (#ZenyVeVede).[9]

K oslavám se v minulosti připojily svými aktivitami i další akademické, výzkumné i muzejní instituce, např. výzkumné centrum CEITEC se v roce 2020 zúčastnilo globální snídaně pro ženy ve vědě, Fakulta jaderná a fyzikálně inženýrská ČVUT v roce 2017 připravila akci pro studentky středních škol Staň se na den vědkyní, Univerzita Pardubice a Masarykova univerzita představily úspěšné vědkyně působící na jejich půdě, Svět Techniky Ostrava už několikrát uspořádal popularizační program s prezentacemi vědkyň. O prvním ročníku svátku v roce 2016 napsal Akademický bulletin AV ČR.